# Anitha Thampi

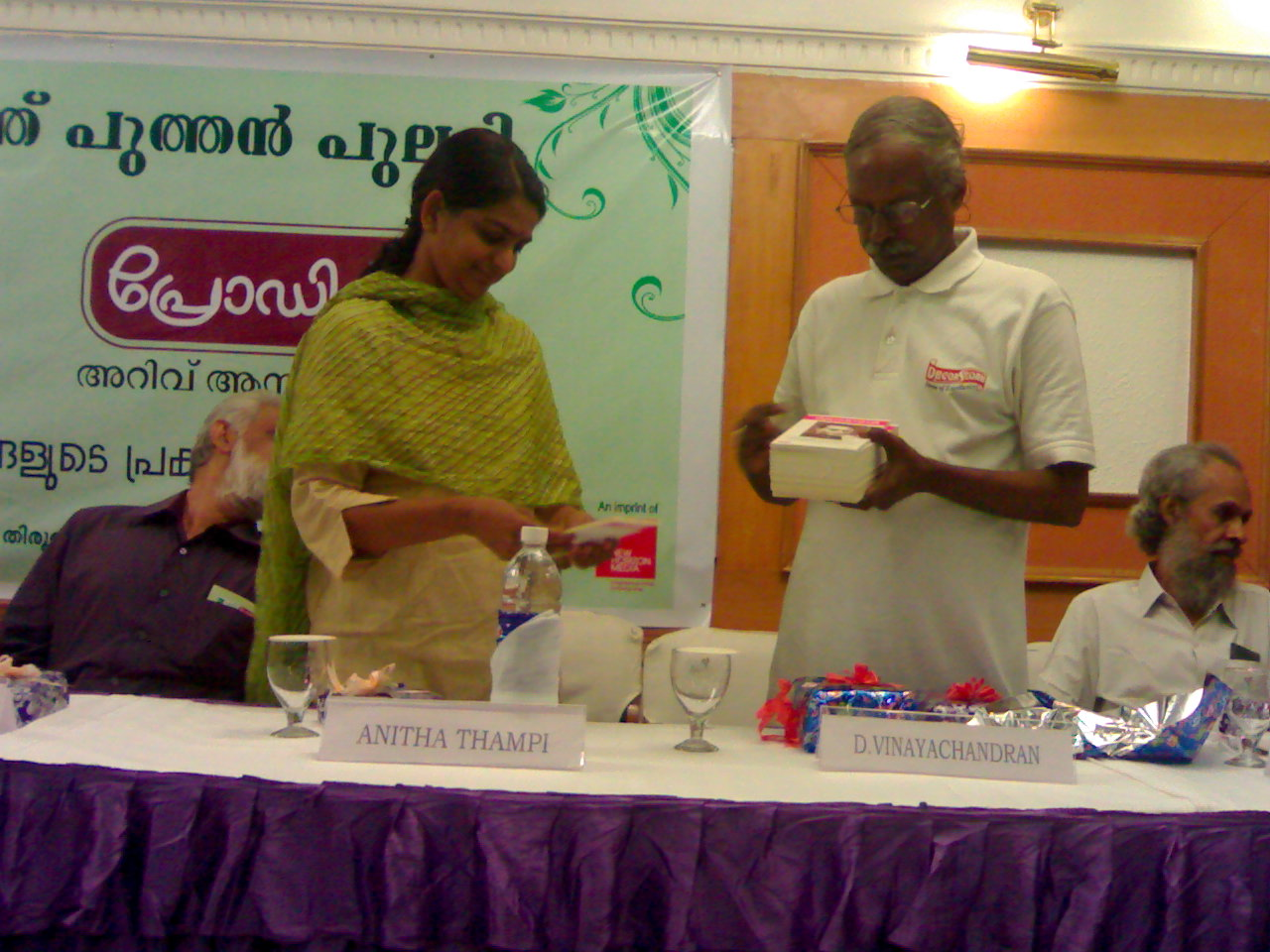
Anitha Thampi bei einer Buchpräsentation 2008

Anitha Thampi (അനിത തമ്പി malayāḷaṁ) (geboren 1968 in Kerala) ist eine indische Lyrikerin und Übersetzerin, die ihre Gedichte in der Sprache Malayalam verfasst.

## Leben und Werk
Anitha Thampi wuchs als älteste von drei Töchtern in Kerala auf und erlebte in ihrer Kindheit und Jugend den Wandel Keralas von einer eher ländlichen Region zu einer städtischen Umgebung. Sie veröffentlichte bis heute zwei Gedichtbände. Ihr 2004 erschienener Debütband Muttamatikkumbol (Sweeping the Courtyard) wurde von der Zeitung Mathrubhumi zum besten Gedichtband des Jahres gekürt. Der Folgeband Azhakillathavayellam (All that are bereft of beauty) erschien 2010. Ihre Gedichte zeichnen sich durch eine Klarheit der Bilder und ihre Lebendigkeit aus. Eine zweisprachige Ausgabe in Malayalam und Englisch mit Gedichten von Les Murray, die von ihr übertragen wurden, ist 2007 unter dem Titel Kavithakal verlegt worden. Die Übersetzung wurde vom Australia-India Council (AIC), einer australischen Regierungsorganisation, unterstützt. Die Buchpräsentation fand in Kochi statt, einer Stadt, die Les Murray 2006 besucht hatte.
Ihre eigenen Gedichte wurden sowohl in mehrere Europäische Sprachen (Englisch, Französisch, Deutsch und Schwedisch) als auch in weitere indische Sprachen (Tamil, Kannada, Bengali, Marathi, Hindi, Assamesisch, Oriya und Gujarati) übersetzt. Die Übertragungen wurden in Zeitschriften und Anthologien veröffentlicht. In Deutschland wurden ihre Gedichte vor allem im Rahmen des Übersetzungsprojektes Versschmuggel des Goethe-Institutes bekannt, in dessen Rahmen sie unter anderem 2016 bei einer Lesung zum Welttag der Poesie in Berlin auftrat. Eine Übersetzung einiger Texte ins Walisische erfolgte 2011 im Rahmen des Wales Arts International/British Council’s Writers’ Chain project.
Neben Gedichten schreibt Anitha Thampi auch Liedtexte für Filmproduktionen. So verfasste sie mehrere Liedtexte für den Film Kanyaka Talkies, der 2013 auf dem Mumbai Film Festival debütierte und das 44. International Film Festival of India eröffnete.
Anitha Thampi lebt in Mumbai und Thiruvananthapuram.

## Publikationen
- Muttamatikkumbol, Current Books, Thrissur, 2004
- Azhakillathavayellam, Current Books, Thrissur, 2010

## Übersetzungen
- Les Murray (into Malayalam): Kavithakal, Katha Books, New Delhi, 2007. ISBN 978-81-87649-62-5